# Tyrvää
Tyrvää, auparavant Ala-Sastamala, est une ancienne municipalité du Satakunta en Finlande,.

## Histoire
Les communes voisines de Tyrvää étaient Vammala, Karkku, Keikyä, Kiikka, Kiikoinen, Mouhijärvi, Punkalaidun, Suodenniemi, Tottijärvi, Urjala et Vesilahti.
La municipalité de Tyrvää a fusionné avec Vammala en 1973, qui à son tour est devenue une partie de la nouvelle ville de Sastamala.
Au 1er janvier 1972, la superficie de Tyrvää était de 399,1 km2.
Et au 31 décembre 1972 elle comptait 7 123 habitants.

## Géographie
Les lacs Rautavesi et Liekovesi coupaient en deux l'ancienne commune de Tyrvää.  
Les autres lacs remarquables sont l'Houhajärvi, l'Ylistenjärvi et l'Ekojärvi.
Tyrvää est un paysage précieux à l'échelle nationale en Finlande.

## Galerie

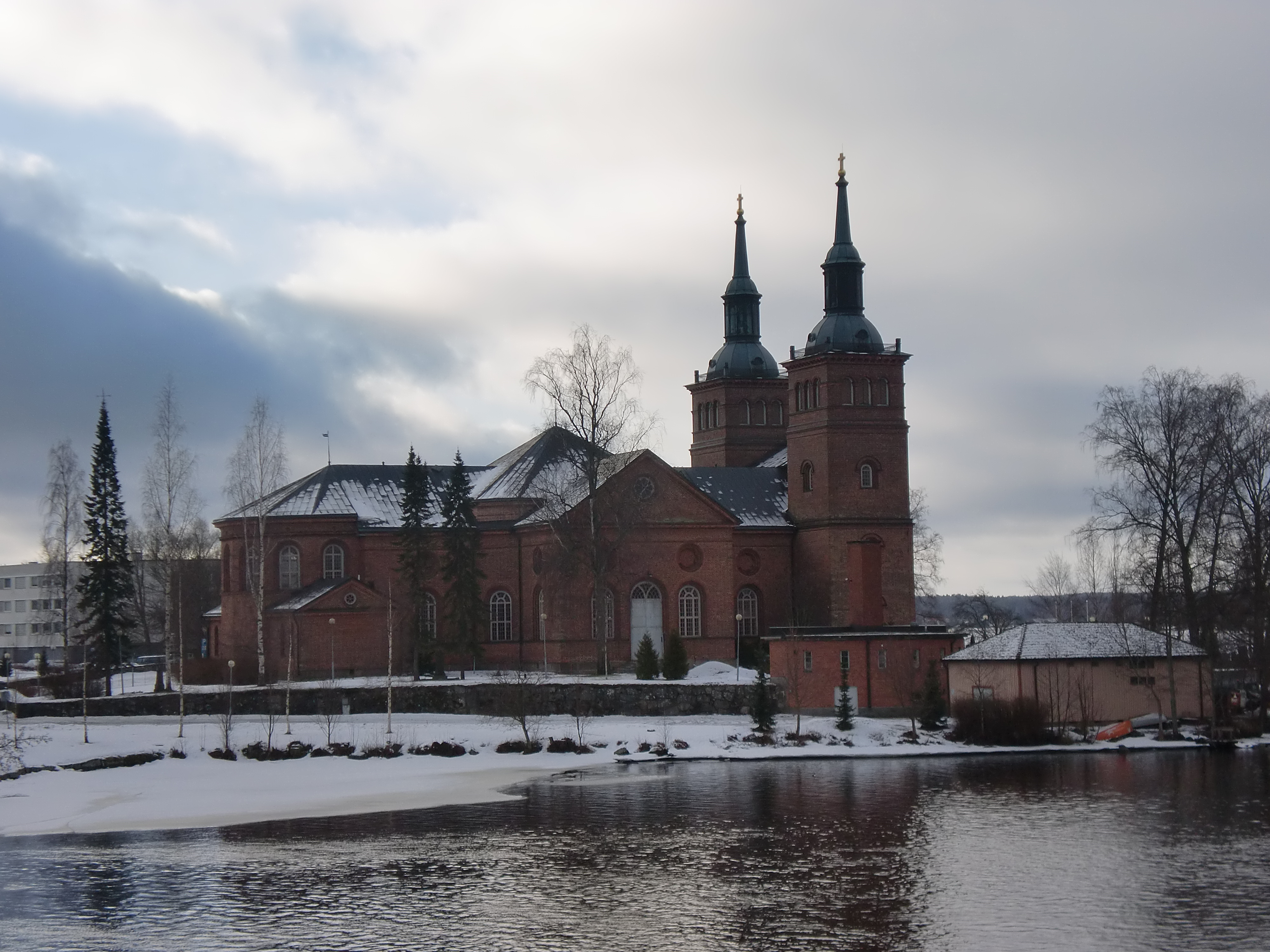
L'église de Tyrvää.
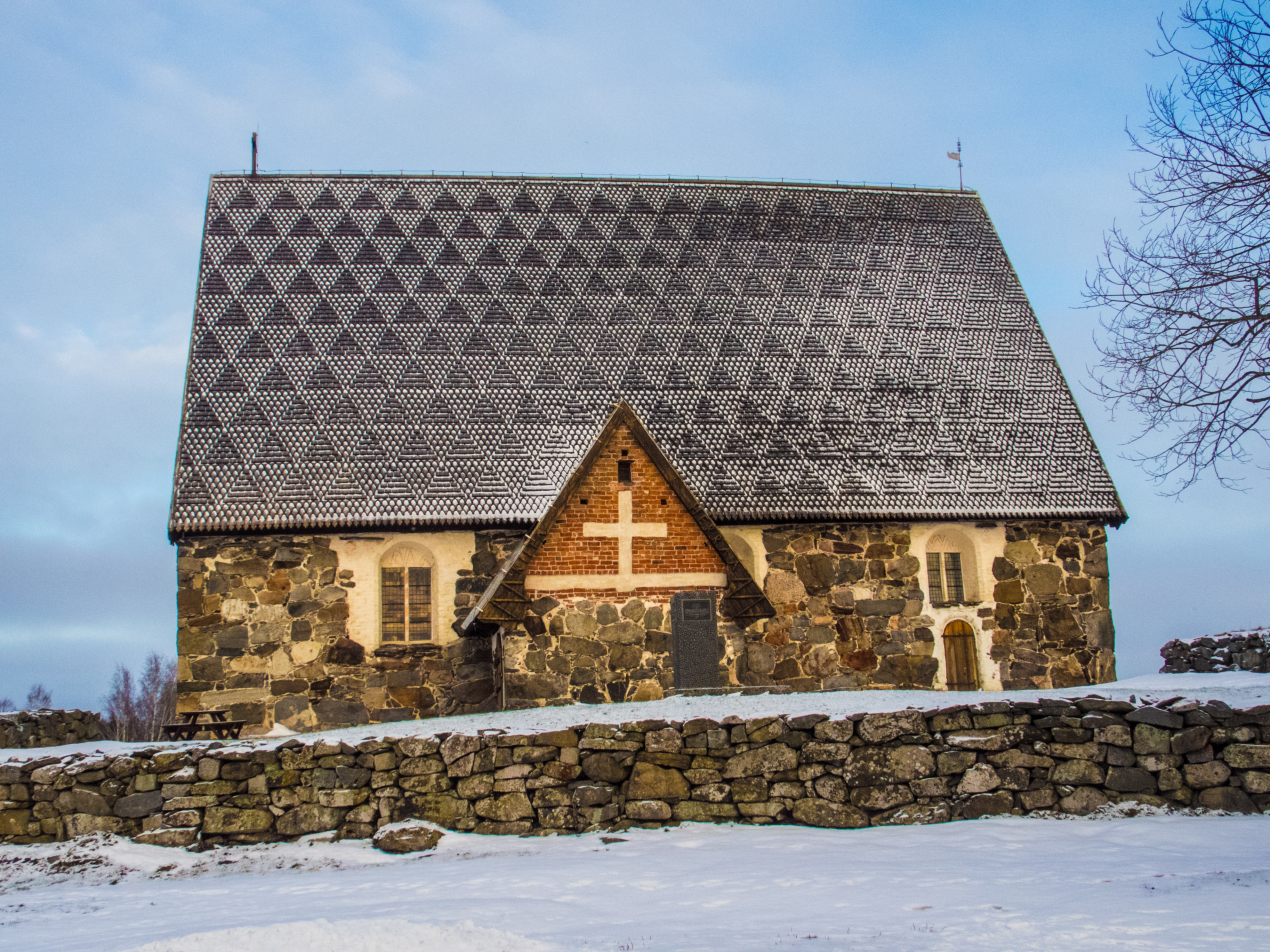
L'église Saint-Olaf